# LFG Roland W
Die LFG Roland W (auch: LFG Roland WD) war ein als Schwimmerflugzeug ausgelegtes, deutsches Jagdflugzeug des Ersten Weltkrieges. Das Kürzel W steht für Wasserflugzeug; das ebenfalls verwendete WD für Wasserflugzeug-Doppeldecker.

## Entwicklung
Am 1. Mai 1916 erging vom Reichsmarineamt an die Luftfahrzeug-Gesellschaft ein Auftrag zur Entwicklung eines mit Schwimmwerk ausgestatteten Jagdflugzeuges zum Schutz der im Nord- und Ostseeraum befindlichen Marinefliegerstationen. Einen Monat später erging am 8. Juni die gleiche Forderung auch an die Unternehmen Albatros, Hansa-Brandenburg und Friedrichshafen, Mitte August folgte als letzter Anwärter Sablatnig. Die LFG orientierte sich wie die beiden erstgenannten Unternehmen an einem bereits ausgeführten Entwurf mit Radfahrwerk und nahm den Roland D.I zum Vorbild. Der lediglich in Details veränderte Prototyp erhielt zwei einstufige je 55 kg schwere und 4,91 m lange Schwimmer mit 1050 l Inhalt, die an vier mit Draht ausgekreuzten Streben am Rumpf befestigt und durch zwei Streben miteinander verbunden waren.
Der Bau war innerhalb weniger Wochen abgeschlossen und am 29. Juni 1917 konnte die Roland W dem Seeflugzeug-Versuchskommando (SVK) in Warnemünde zur Erprobung übergeben werden, wo sie die Marinenummer 750 erhielt. Dabei konnte das Flugzeug nicht überzeugen; so wurden neben der schlechten Sicht auch die mangelhaften Flugleistungen, die aus der schwachen Motorisierung der über 860 kg schweren Konstruktion resultierten, bemängelt. Die mit annähernd gleichen Motoren von etwa 160 PS ausgestatteten Konkurrenzmuster W 4, KDW, FF 43 und SF 4 wogen dagegen nicht über 800 kg. Einige Änderungen brachten keine Verbesserung. So zogen sich die Versuche über Wochen in die Länge, und als das SVK die Erprobung schließlich am 1. Oktober 1917 mit der Abnahme beendete, befanden sich die siegreichen Entwürfe von Albatros (W 4) und Hansa-Brandenburg (KDW) bereits in der Produktion. So blieb die Roland W am Ende ein Einzelstück; zwar waren für zwei weitere Exemplare noch die Marinenummern 789 und 790 vergeben worden, gebaut wurden diese jedoch nicht.
Die Roland W ist nicht zu verwechseln mit der LFG W, einem früheren LFG-Entwurf von 1915, der ebenfalls auf einem Radflugzeug, der C Ia, basierte.

## Technische Daten
| Kenngröße                       | Daten |
| ------------------------------- | --- |
| Besatzung                       | 1 |
| Spannweite                      | 10,10 m (oben) 9,70 m (unten)                                                                                                 |
| Länge                           | 8,98 m |
| Höhe                            | 3,20 m |
| Flügelfläche                    | 29,90 m² |
| Flächenbelastung                | 39,60 kg/m² |
| Leistungsbelastung              | 6,23 kg/PS |
| Rüstmasse                       | 868 kg |
| Zuladung                        | 280 kg |
| Startmasse                      | 1148 kg |
| Antrieb                         | ein wassergekühlter Sechszylinder-Reihenmotor mit starrer Zweiblatt-Holzluftschraube Wolff (⌀ 2,40 m, {\displaystyle h} 1,80) |
| Typ                             | Mercedes D III |
| effektive Leistung Nennleistung | 184 PS (135 kW) in Bodennähe 160 PS (118 kW) bei 1420/min                                                                     |
| Kraftstoffvorrat                | 244 l (175 kg) |
| Steigzeit                       | 4,6 min auf 800 m Höhe 5,4 min auf 1000 m Höhe 8,7 min auf 1500 m Höhe 12,7 min auf 2000 m Höhe                               |
| Flugzeit                        | 3½ h |
| Startlauf                       | 8 s bei 4–7 m/s Wind |
| Bewaffnung                      | zwei starre 7,9-mm-MG |